# Ryszard Horodecki
Ryszard Horodecki (ur. 30 września 1943 w Kowlu) – polski fizyk teoretyczny i poeta, profesor nauk fizycznych, profesor zwyczajny na Uniwersytecie Gdańskim i dyrektor Krajowego Centrum Informatyki Kwantowej (KCIK) na tej uczelni, członek rzeczywisty Polskiej Akademii Nauk, specjalista w zakresie informatyki kwantowej.

## Życiorys
Ukończył studia na Wydziale Elektroniki Politechniki Gdańskiej, doktoryzował się na Uniwersytecie Gdańskim. Stopień doktora habilitowanego nauk fizycznych uzyskał w 1997 na Wydziale Fizyki, Astronomii i Informatyki Stosowanej Uniwersytetu Mikołaja Kopernika na podstawie rozprawy Correlation and information-theoretic aspects of quantum nonseparability of mixed states. Tytuł profesora nauk fizycznych otrzymał 18 stycznia 2005.
Zawodowo związany z Uniwersytetem Gdańskim, od 2007 na stanowisku profesora zwyczajnego w Instytucie Fizyki Teoretycznej i Astrofizyki. Pełnił na tej uczelni funkcję dyrektora Krajowego Centrum Informatyki Kwantowej UG. Zajął się informatyką kwantową, m.in. własnościami kwantowych stanów splątanych oraz ich zastosowaniem do przetwarzania informacji kwantowej. W 1997 w pracy opublikowanej wspólnie z synami Michałem i Pawłem wykazał istnienie związanych stanów splątanych (bound entangled states), których nie da się przekształcić w stany maksymalnie splątane.
W 2010 został członkiem korespondentem Polskiej Akademii Nauk, w 2019 otrzymał status członka rzeczywistego PAN.
Ryszard Horodecki tworzył też utwory poetyckie, publikowane w „Tygodniku Powszechnym” i miesięczniku „W drodze”. Zostały one wydane w formie tomiku zatytułowanego Sum ergo cogito.

## Odznaczenia i wyróżnienia
Odznaczony Krzyżem Oficerskim Orderu Odrodzenia Polski (2013). Wyróżniony Medalem Komisji Edukacji Narodowej. W 2008 otrzymał Nagrodę Fundacji na rzecz Nauki Polskiej w dziedzinie nauk ścisłych oraz Nagrodę Naukową Miasta Gdańska im. Jana Heweliusza w kategorii nauk ścisłych i przyrodniczych. W 2011 otrzymał grant europejski ERC Advanced Grant na dalsze badania w dziedzinie informatyki kwantowej. W 2023 nagrodzony Medalem Mariana Smoluchowskiego.

## Wybrane publikacje
- Correlation and information-theoretic aspects of quantum nonseparability of mixed states (1996, rozprawa habilitacyjna, ISBN 83-7017-647-X)
- Sum ergo cogito (impresje poetyckie) (2003, ISBN 83-89091-23-2)